# 못말리는 이혼녀
《못말리는 이혼녀》(영어: Serving Sara)는 미국에서 제작한 레지널드 허들린 감독의 2002년 로맨틱 코미디 영화이다. 매슈 페리, 엘리자베스 헐리, 브루스 캠벨 등이 출연하였고, 댄 홀스테드 등이 제작에 참여하였다.
이 영화는 미국에서 2002년 8월 23일 개봉하였다. 흥행과 비평 양면에서 좋지 못한 결과를 얻었다.

## 줄거리
영장 집행관 조는 텍사스 농장에서 불륜 중인 고든이 보내는 이혼 서류를 업스테이트 뉴욕에서 휴가를 보내고 있던 영국인 사교계 명사 세라("Sara")에게 송달("Serving")한다.
조는 충격을 받은 세라와 대화하던 중 이혼 서류가 텍사스에서 먼저 발부됐으니 보수적인 텍사스 주법에 따라 세라는 아무 것도 얻지 못할 것이며, 만약 세라가 뉴욕에서 먼저 이혼 서류를 냈다면 뉴욕 주법에 따라 고든 재산의 절반을 얻을 수 있었을 것이라고 알려준다.
이에 세라는 고든이 낸 이혼 서류를 무시하고 대신 역으로 자신이 낼 이혼 서류를 고든에게 송달한다면 위자료를 받은 뒤 그중 100만 달러를 사례금으로 주겠다고 제안한다. 
조는 직장을 잃을 위험을 감수하며 이 제안을 받아들이고, 조와 세라는 고든에게 이혼 서류를 전달하기 위해 함께 텍사스로 향하는데...

## 출연
- 매슈 페리 - 조 타일러 역
- 엘리자베스 헐리 - 세라 무어 역
- 브루스 캠벨 - 고든 무어 역
- 빈센트 패스토어 - 토니, 경쟁 중인 동료 역
- 세드릭 디 엔터테이너 - 레이 해리스, 상사 역
- 에이미 애덤스 - 케이트, 고든의 불륜 상대 역
- 테리 크루스 - 버넌, 고든의 경호원 역
- 제리 스틸러 - 경찰 밀턴 역
- 마셜 벨 - 워런 세브런 역
- 조 비터렐리 - 팻 찰리 역

## 기타 제작진
- 협력 제작: 데이비드 시어
- 배역: 하이디 레빗, 모니카 미컬슨
- 미술: 러스티 스미스
- 의상: 프랜신 제이미슨탠척

## 반응

### 평가
리뷰 애그리게이터 사이트 로튼 토마토에서 꼽은 역대 최악의 영화 100선 중 82위를 차지하였다.